# Willy Johannsen
Willy Johannsen (født 25. marts 1910 i Mysunde, død 1983 i Skanderborg) – kaldet ”Derby Svejseren” –  fik som erhvervsmand i 1950'erne og 60'erne stor betydning for dansk produktion af knallerter. 
Han var udlært svejser, og gennem flere års ophold i udlandet, blandt andet ved den franske fremmedlegion i Algeriet, blev han ekspert i at svejse i stort set alt. I slutningen af 1930'erne etablerede han et lille svejsefirma, Derby Svejseriet og Maskinfabrik i Grønnegade i Aarhus. Efter den tyske besættelse af Danmark i 1940 udførte han reparationsarbejder for tyskerne. Arbejdet greb om sig, og på et tidspunkt beskæftigede han op mod 400 mand på en ny fabrik på Slippen. Han tjente store penge og byggede sig en kæmpevilla i landsbyen Årslev.  
Efter befrielsen blev har tiltalt for værnemageri  fik en forholdsvis mild dom på 1½ års fængsel og mistede alt, også den store villa i Årslev. Han følte sig uretfærdigt behandlet, for han havde jo blot gjort det, som regeringen rent faktisk havde opfordret til.
Særdomstolen i Aarhus behandlede Willy Johansens sag, hvor han var sigtet for værnemageri til 22 millioner kroner. I retten oplyste han, at han var født i Tyskland, havde rejst en del i udlandet, inden han kom til København fra Afrika, hvor han havde haft et skibsværft. I hovedstaden blev han ansat på "Derby"-svejseriet og siden lov til at oprette en filial i Aarhus.
Filialen købte han i 1939 for 55.000 kroner, som han havde tjent i årene forud.

## Røvskubberproducent
Efter at have udstået sin fængselsstraf etablerede han igen et svejseri i Grønnegade og så store muligheder i transportbranchen. Han fokuserede her især på de såkaldte ”røvskubbere”, som var cykler påmonteret en motor på bagagebæreren, og hvor kraften fra motoren blev overført til baghjulet via en rulle. Ved lidt af et tilfælde fik han fat i rettighederne til at producere en motor, og dermed var vejen åbnet til lidt af et industrielt eventyr. 
Han fik først i 1950'erne gang i produktionen af disse ”røvskubbere”, men manglede kapital til at udvikle sin virksomhed. I 1953 gik han sammen med Vilh. Nellemann A/S, der havde en stor produktion af cykler på Skandinavisk Cykelfabrik. Samarbejdet fik enorm betydning. I løbet af meget kort tid skabtes en egentlig dansk knallert, Skylon, der i løbet af 1950'erne blev den mest solgte knallert i Danmark. 
Samarbejdet var dog ikke uden knaster, og i 1957 kom det til et brud mellem de to virksomheder, hvilket blandt andet skyldtes, at Willy Johannsen kunne se, at Skylon kvalitetsmæssigt måtte udvikles. Skylon var en et-gears knallert, mens udenlandske knallerter mere og mere blev to-gears.  
Willy Johannsen gik nu selv i gang med at udvikle en ny model med en to-gears motor, som han fik fra Ferrari-fabrikkerne i Italien. Knallerten fik navnet Derby og blev en enorm succes. Da det gik bedst, produceredes 100 knallerter om dagen på fabrikken på Silkeborgvej. Dertil fremstillede man også motorer til andre knallertfabrikker. I alt blev der på Derby produceret langt over 100.000 motorer.

## Derby versus Puch
Men konkurrencen var hård, især fra østrigste Puch, som i løbet 1960'erne producere knallerter med tre gear. Det betød, at man i midten af 1960'erne måtte finde en ny motor til Derby-knallerten. Den fik man fra Husquarna-fabrikken i Sverige, men den nye model blev ikke den store succes, selv om der blev gjort meget for at tiltrække de unge med masser af chrome og to oplagte udstødningsrør. 
I erkendelse af, at en dansk knallertproduktion på sigt sikkert ville blive vanskelig, gik Willy Johannsen over til at importere knallerter fra japanske Honda og italienske Benelli. Især Honda-knallerten kunne klare sig over for Puch, men i 1974 måtte han stoppe denne import, da Vilh. Nellemann fik eneretten til import af Honda-motorcykler og betingede sig samtidig at få retten til import af firmaets knallerter. 
Dette slog dog ikke Willy Johannsen ud. Han havde gennem årene opkøbt jord og virksomheder inden for restaurationsbranchen. I løbet af 1960'erne blev han således ejer af f.eks. Natklubben La Cabana, Hotel Europa og Hotel Skanderborghus. Især sidstnævnte trængte til at få et fornyet koncept, og i løbet af få år lod han hotellet renovere med hjælp fra designeren Verner Panton og skabte en helt ny måde at drive restauration på. 
Willy Johannsen var i sin fritid optaget af travsport og var gennem mange år den mest vindende amatørkusk på Aarhus Travbane. Toppen nåede han i 1962, da han vandt Jydsk 2-årings Grand Prix med hesten ”Fyrstinden”. Hestene havde han i en stor stald i Langdalen i Brabrand. Her byggede han også et stort hus, der var en knallertkonge værdig. De sidste år boede han dog på Hotel Skanderborghus. Han døde 73 år gammel i 1983 og er begravet på kirkegården i Årslev.